# Wychodź (gmina)
Wychodź (alt. Wychodźc) – dawna gmina wiejska istniejąca do 1954 roku w woj. warszawskim. Nazwa gminy pochodzi od wsi Wychodź (w obecnym brzmieniu Wychódźc), lecz siedzibą władz gminy było Goworowo.
W XIX w. należała do powiatu płońskiego i również w okresie międzywojennym gmina Wychodź należała do powiatu płońskiego w woj. warszawskim. Po wojnie gmina zachowała przynależność administracyjną. Według stanu z 1 lipca 1952 roku gmina składała się z 20 gromad.
Gminę zniesiono 29 września 1954 roku wraz z reformą wprowadzającą gromady w miejsce gmin. Jednostki nie przywrócono 1 stycznia 1973 roku po reaktywowaniu gmin, utworzono natomiast z obszaru dawnych gmin Wychodź i Sielec nową gminę Czerwińsk nad Wisłą.
W XIX w. skład gminy wchodziły miejscowości (pisownia za źródłem):
- Borzewo
- Chociszewo
- Dłutowo Górne
- Dłutowo Dolne
- Goworowo
- Goławin
- Grodziec
- Januszewo
- Karkowo
- Kębłowice
- Kuchary-Skotniki
- Łbowo
- Miączyn
- Miączynek
- Nieborzyn
- Noskowo
- Pieścidła
- Przybojewo
- Roguszyn
- Strzembowo
- Smoszewo
- Wilkowiec
- Wólka Przybojewska
- Wychodź
- Wygoda-Smoczewska
- Zarembin